# Fejér (županija)
Županija Fejér (madžarsko Fejér megye) je županija na Madžarskem. Upravno središče županije je Székesfehérvár.

### Mestna okrožja
- Székesfehérvár  (sedež županije)
- Dunaújváros

### Mesta in večji kraji
(po številu prebivalcev)
- Mór (14.731)
- Sárbogárd (13.461)
- Bicske (11.103)
- Ercsi (8.406)
- Gárdony (8.127)
- Enying (7.191)
- Polgárdi (6.582)
- Martonvásár (5.180)
- Velence (4.845)
- Adony (3.823)